# مديح الحمق

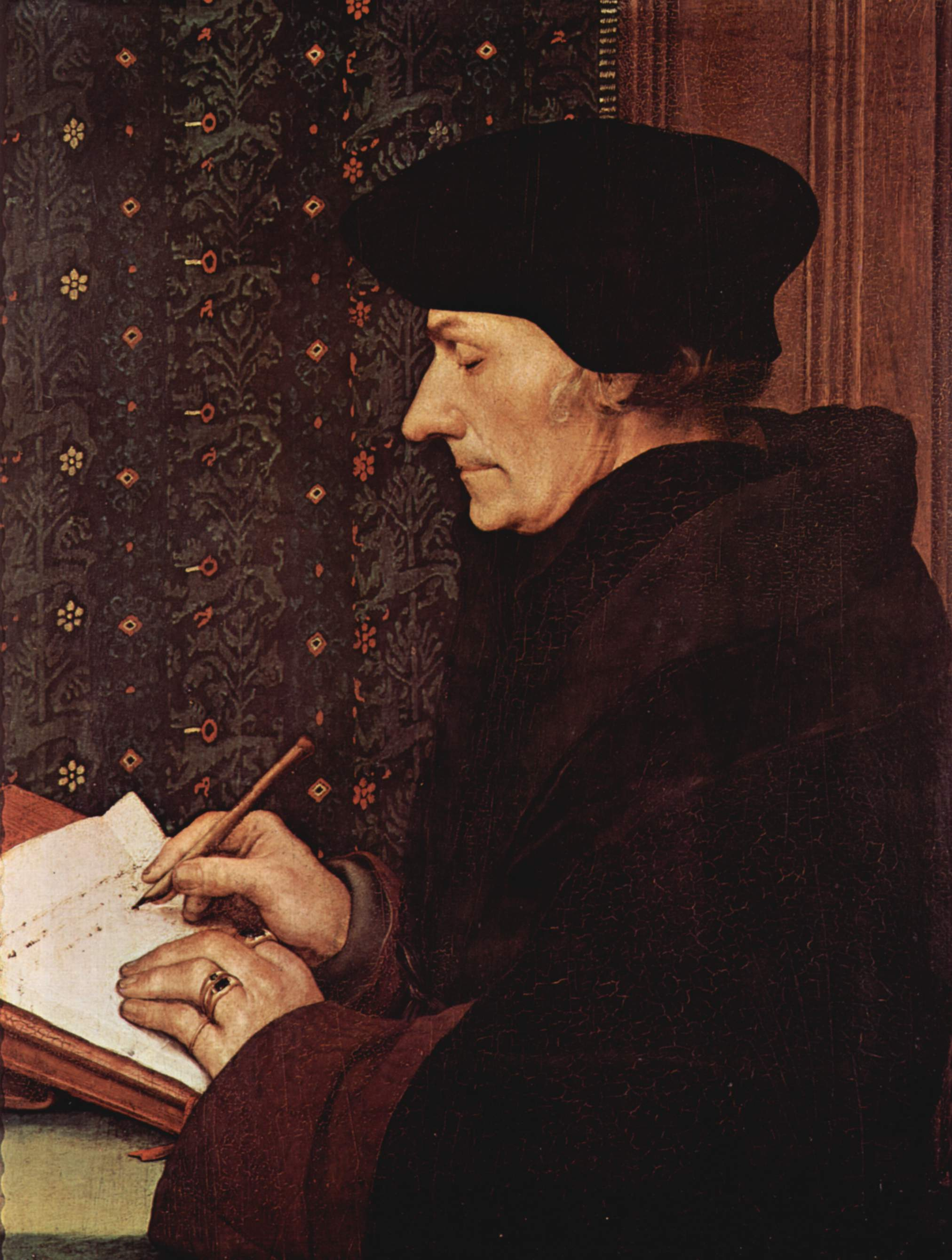
إرازموس عام 1523

مديح الحمق (العنوان اليوناني: (Morias Enkomion (Μωρίας Εγκώμιον، اللاتيني: Stultitiae Laus، وأحياناً يُترجم كـ: في مديح مور، العنوان الألماني: Lof der Zotheid) هو مقال لديزيديريوس إراسموس من روتردام، كُتب عام 1509 وطُبع لأول مرة في 1511. إراسموس راجع وطوّر العمل، الذي كتبه أصلاً في عطلة أسبوعية قضاها مع صديقه الأقرب السير توماس مور في مكان إقامة الأخير بـ بوكليرزبري. مديح الحمق يعتبر واحداً من أشهر الأعمال الأدبية لعصر النهضة، وأفكاره مهدت للإصلاح البروتستانتي.

## ملخص
يبدأ العمل باهداء من إراسموس إلى صديقه توماس مور، ثم تصدير حول سبب اختيار العنوان، وفيه يعلّق اراسموس بشكل فكاهي على التشابه بين كلمة حمق اليونانية (Morias) وكلمة (More) اسم عائلة صديقه الأعز، السير توماس مور، ويقول إراسموس أن، بما أن السير توماس مور هو أبعد الناس قاطبة عن الحمق، فلن يربط القرّاء بينه وبين الحمق المقصود في عنوان المقال. وهذا المديح الفكاهي يتبع أسلوب الكاتب الفكاهي الاغريقي لوسيان، والذي ترجم أعماله كلاً من إراسموس وتوماس مور، ثم يتطور العمل ليتناول بالسخرية والنقد الممارسات الفاسدة التي لوّثت العقيدة الكاثوليكية في زمان إراسموس، والخزعبلات التي سيطرت على ممارسي الليتورجيا الكاثوليك، والجدير بالذكر أن إراسموس كان وفياً دوماً للعقيدة الكاثوليكية ومؤمناً بها. ويبدو أن عودته -محبطاً- من زيارة لروما بسبب ما رآه من مفاسدها، قد دفعته لكتابة المقال. وفي هذا الموقف يذكّرنا باحباط مارتن لوثر -فيما بعد- حين يزور روما ويُصدم بالفساد المستشري بها.
ويمتد الهجاء الفكاهي في الكتاب إلى الجميع: من ممثلي المسرح والكتـّاب إلى الملوك ورجال الدين. لكن الكنيسة الكاثوليكية كان لها النصيب الأكبر من الهجاء الساخر. لا تأتي السخرية على لسان المؤلف نفسه، بل على لسان شخصية نسائية ابتكرها وأعطاها اسماً يعني: الجنون أو الحماقة.
في الكتاب تُصور الحماقة على أنها شخصية ميثولوجية يونانية، وابنة لبلوتوس، وصديقاتها المقربات هن: فيلوتيا (حب الذات)، كولاكيا (المداهنة)، ليثي (النسيان)، ميزوبونيا (الكسل)، هيدوني (المتع الحسية)، آنويا (الجنون)، تريفي (الخلاعة)، كوموس (الإسراف)، وإيغريتوس هيبنوس (النوم كالموتى).
وإراسموس يجعل «السيدة-الجنون» تقول: «سأبقى منتمية إلى الكنيسة الكاثوليكية – ثم يعقب ذلك صمت قصير قبل أن تتابع – حتى يأتي بديلٌ أفضل.» عبارة كهذه تضفي على أكثر المؤسسات ادعاءً للحقيقة المطلقة فجأة صفات نسبية متغيرة. في موضع آخر تقول بطلة الكتاب: «لا يغرنك شخص متفلسف يطيل لحيته ليعطي انطباعاً بالحكمة، تذكر أن الماعز أيضاً يمتلك ذقناً طويلاً.»

## التأثير
كتاب مديح الحمق حقق نجاحاً وشعبية كبيرة، بالرغم من تعرضه للنقد في بعض الحالات. الأمر الذي أدهش إراسموس وأحياناً أزعجه، البابا ليو العاشر وجده كتاباً طريفاً. وقبل موت إراسموس كان الكتاب قد طُبع لأكثر من مرة، وتمت ترجمته للفرنسية والألمانية. والطبعة الإنجليزية اُستخدمتْ في تدريس الخطابة خلال القرن السادس عشر، كما صار فن مديح التوافه تمريناً أكاديمياً شهيراً في مدارس اللغة والنحو في العصر الإليزابيثي.، نسخة الكتاب التي طُبعتْ في بازل عام 1515 كانت مزوّدة برسوم توضيحية بالقلم والحبر أنجزها هانس هولباين الصغير.
يؤرخ ميشيل فوكو في كتابه: تاريخ الجنون في العصر الكلاسيكي، لكتاب إراسموس «مديح الحمق»، جنباً إلى جنب مع كتاب فلايدر "موريا ريديفيفا"، كأول نماذج أدبية هيومانستية تتناول الجنون، سواء بشكل فكاهي أو جدّي.

## تفاصيل أخرى
صدرت ترجمة عربية للكتاب عام 2007 تحت عنوان «مديح الحماقة» عن سلسلة آفاق ثقافية التابعة للهيئة العامة السورية للكتاب، أعدّ الترجمة محمد جديد، النسخة في فصلين، الأول رسالة من إراسموس إلى صديقه توماس مور، والثاني نص بعنوان (مديح الحماقة.. كلمة تعليمية). يقع الكتاب في 169 صفحة من القطع المتوسط.

## وصلات خارجية
نسخة الكتاب التي يوفرها مشروع غوتنبرغ، مترجمة إلى الإنجليزية
رسوم هانس هولباين التوضيحية في الكتاب